# لمس مرگبار

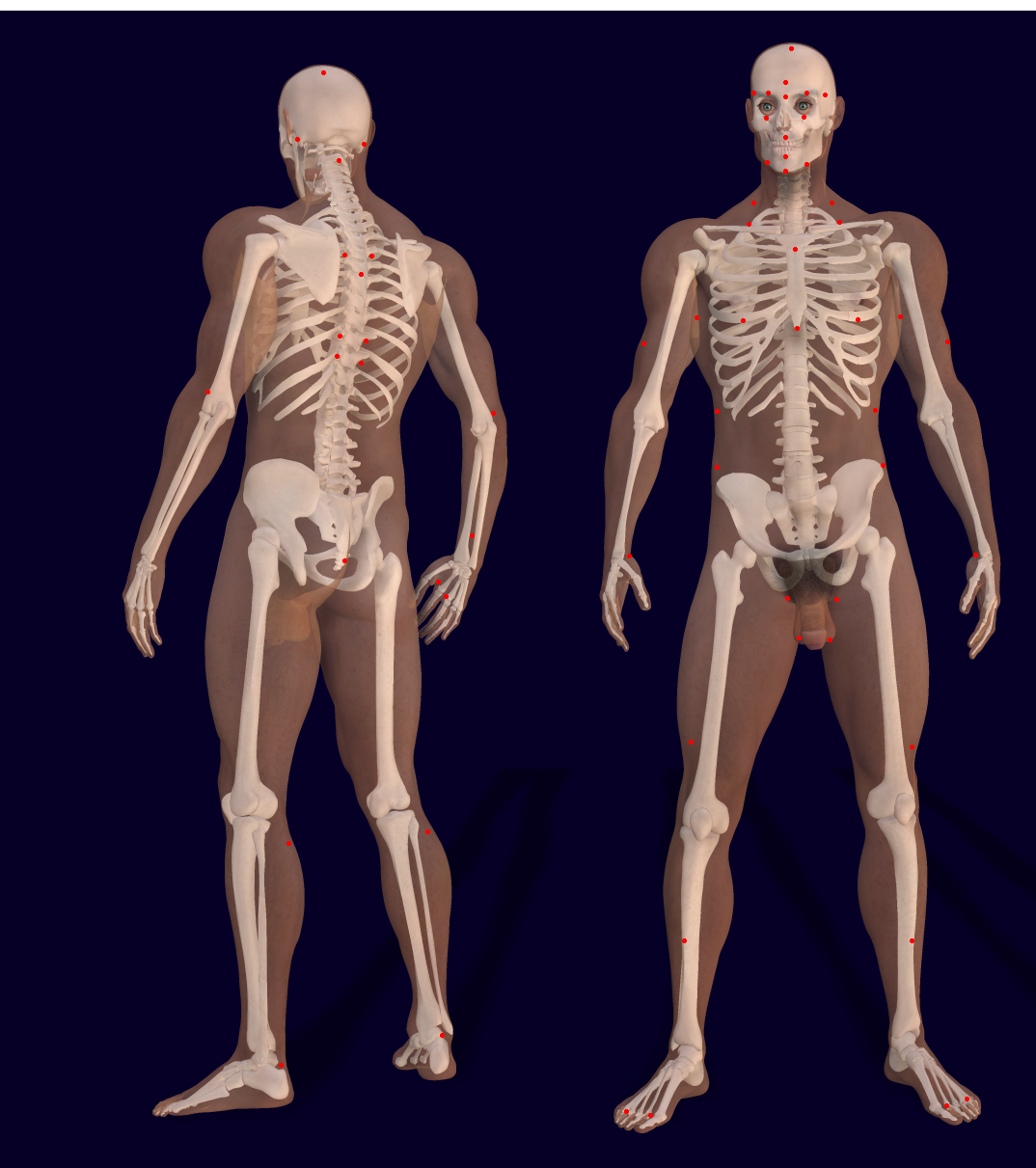
نقاط لمس مرگبار در بدن انسان

لمس مرگبار (انگلیسی: Touch of Death) به تکنیک‌هایی در هنرهای رزمی گفته می‌شود که طی آن، با یک ضربهٔ معمولی و غیرمرگبار به نقطهٔ خاصی از بدن، حریف از پا در می‌آید.
مفهوم کلی این تکنیک‌ها که به «دیم ماک» (چینی ساده: 点脉; چینی سنتی: 點脈; ماندارین پین‌یین: diǎnmài; یوت‌پینگ: dim2 mak6; به معنای «فشار بر شریان»)؛ و گاهی diǎnxué (چینی ساده: 点穴; چینی سنتی: 點穴) مشهور است، ریشه در طب سوزنی سنتی چین دارد.
از قدیم‌الایام، داستان‌هایی از این تکنیک‌ها، در ژانر ووشیای هنرهای رزمی چینی نقل می‌شود. دیم ماک، دانشی نهانی و محرمانه است که طی آن، هنرجو نقاط حساس و کلیدی بدن را می‌شناسد (نقاطی که در طب چینی بدان، «نقطه فشار» یا «مِریدین» گفته می‌شود) و با ضربهٔ نه‌چندان شدید به آنها، موجب مرگ فوری یا نیمه‌فوری حریف می‌شود.
شواهد علمی یا تاریخی کمی در تأیید وجود «ضربه مرگبار» در هنرهای رزمی وجود دارد؛ با این حال، در موارد نادری ممکن است مرگ در پاسخ به ضربه رخ دهد، مانند کوموتیو کوردیس، که نوعی اختلال کشنده در ریتم قلب است و در اثر ضربه‌ای مستقیم به قفسۀ سینه در ناحیه‌ی بالای قلب ایجاد می‌شود.
مفهومی که به عنوان «کفِ لرزنده» (vibrating palm) شناخته می‌شود، ریشه در تکنیک‌های انرژی در هنرهای رزمی چینی موسوم به نِی‌جین (Neijin) دارد؛ این تکنیک‌ها با انرژی چی (qi) و نوع نیروی به‌کاررفته (جین یا jin) سر و کار دارند. در این تکنیک آمده است: «روشی که بخشی روانی و بخشی لرزشی است؛ این انرژی سپس به شکل یک موج متمرکز می‌شود.»